# پینت سه بعدی مایکروسافت
پینت سه بعدی به انگلیسی: «Paint 3D » برنامه ای از مایکروسافت است که ی کشیدن نقاشی ها را دارد و فرق آن با پینت معمولی مایکروسافت این است که می تواند نقاشی های کشیده شده را به صورت سه بعدی و Ar در آورد و بتوان آن را رنگ آمیزی و ... بتوان کرد، این برنامه در ساخت اشیا عملکرد دارد و بسیاری از شرکت ها برای ساخت لوگو،  تصویر سه بعدی محصولات و غیره می توان استفاده های زیادی کرد.در ضمن از برنامه پینت به عنوان فتوشاپ سیستمی یاد می‌شود.